# 1176

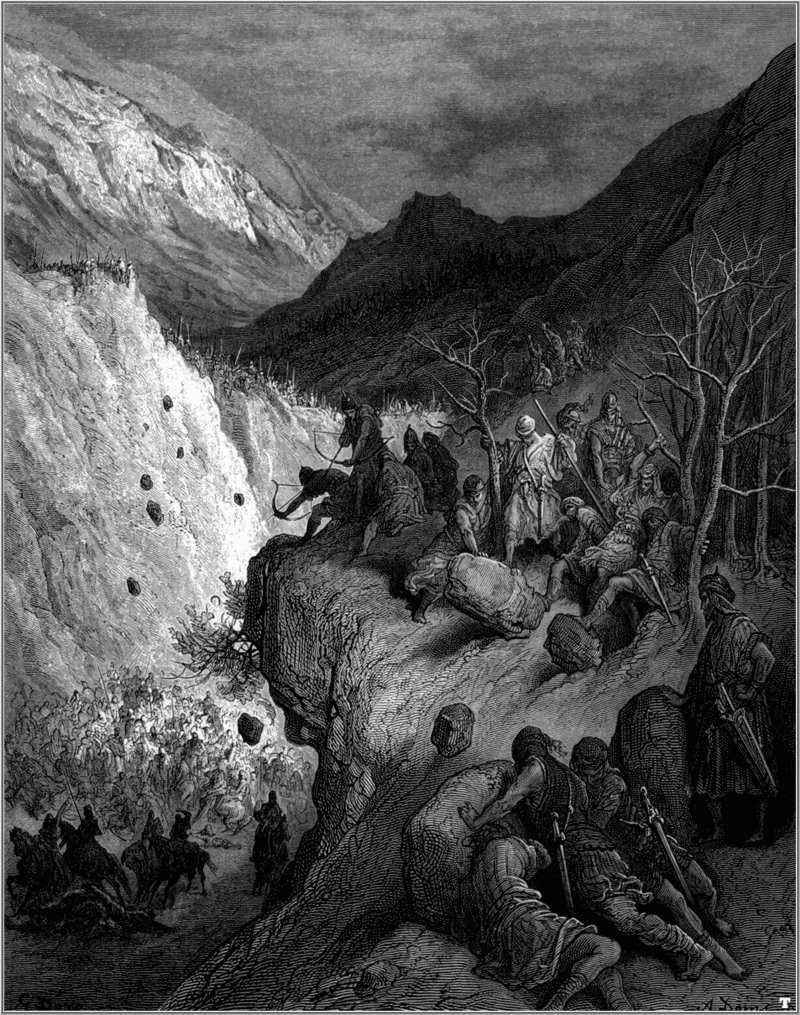
Slag bij Myriokephalon

Het jaar 1176 is het 76e jaar in de 12e eeuw volgens de christelijke jaartelling.

## Gebeurtenissen
mei
- 22 - De Assassijnen doen een moordpoging op Saladin bij Aleppo.
- 29 - Slag bij Legnano: Keizer Frederik Barbarossa wordt verslagen door de Liga van Lombardije en

september
- 17 - Slag bij Myriokephalon: De Byzantijnen lijden een nederlaag tegen de Rum-Seltsjoeken. Einde van de Byzantijnse pogingen het binnenland van Anatolië te heroveren.

oktober
- oktober - Sibylla, de halfzuster van koning Boudewijn IV van Jeruzalem, trouwt met Willem van Monferrato.

december
- 25 - Op Cardigan Castle in Wales vindt het oudstgedocumenteerde Eistedfodd plaats, een muzikaal en literair festival van bards en minstrelen.

zonder datum
- Reinoud van Châtillon wordt vrijgelaten na een gevangenschap van 16 jaar onder de moslims in Syrië. Hij trouwt met Stephanie van Milly.
- Stadsbrand in Leuven.
- Bouvignes-sur-Meuse krijgt stadsmuren.
- De Nikolaikirche in Leipzig wordt opgericht.

## Opvolging
- Brno: Wladislaus II van Bohemen opgevolgd door Koenraad Otto
- bisdom Chartres: Willem van Blois opgevolgd door Johannes van Salisbury
- Gulik: Willem I opgevolgd door zijn zoon Willem II
- Lotharingen: Mattheus I opgevolgd door zijn zoon Simon II
- Nevers en Tonnerre: Gwijde opgevolgd door zijn zoon Willem V
- Noorwegen (Birkebeiner tegenkoning): Øystein Møyla
- Olomouc: Oldřich II opgevolgd door zijn broer Wenceslaus II
- Weimar-Orlamünde: Herman I opgevolgd door zijn zoon Siegfried III

## Afbeeldingen

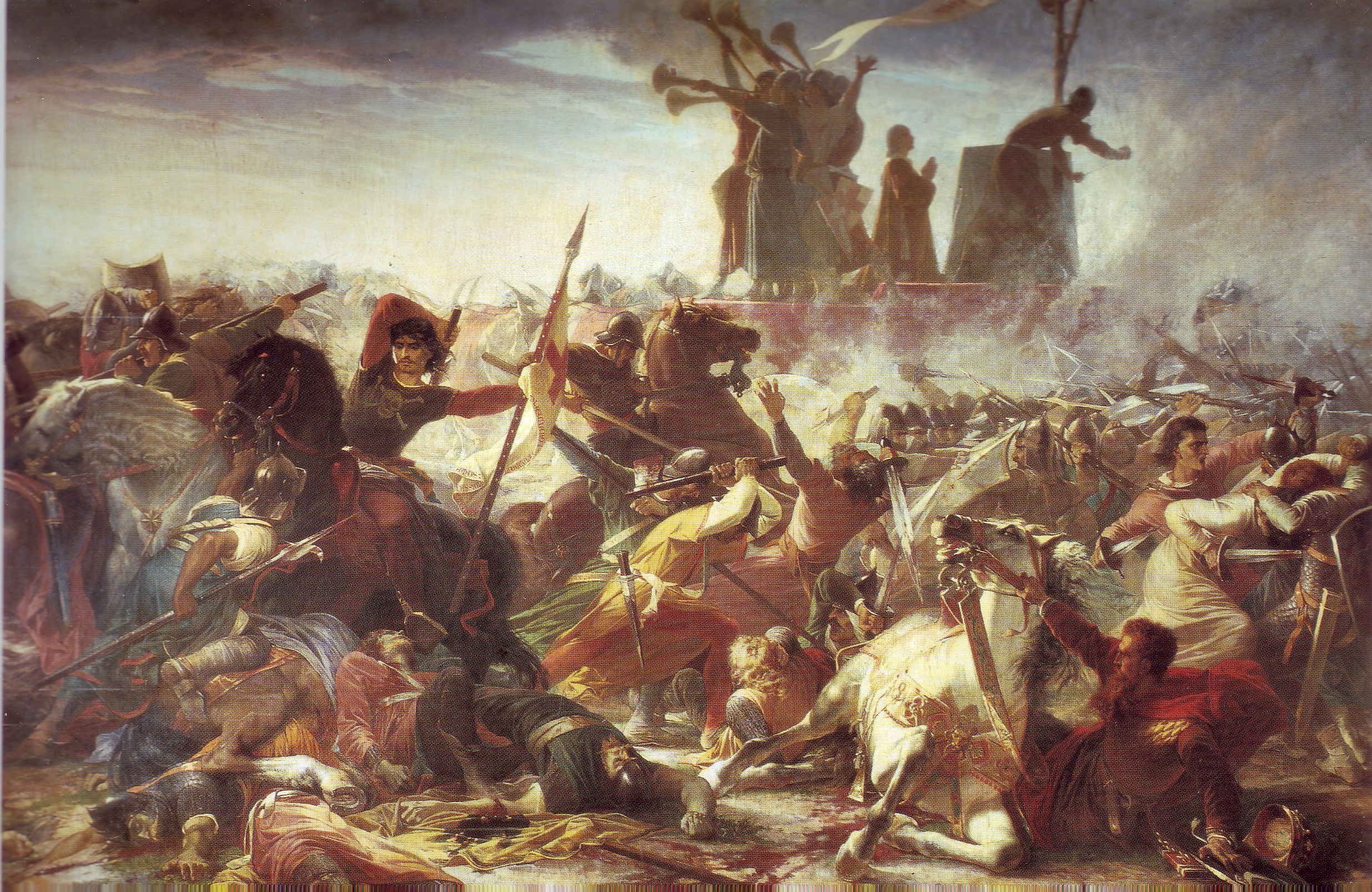
Slag bij Legnano
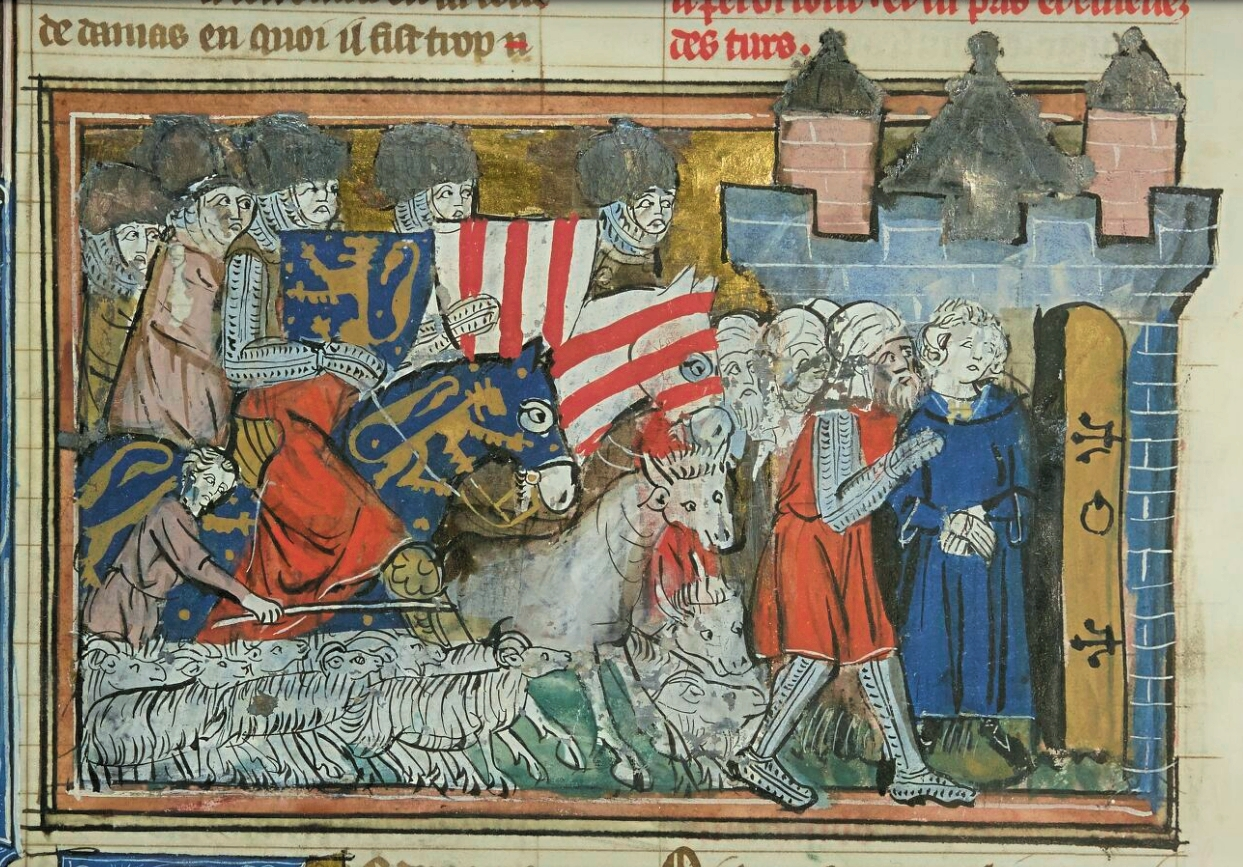
Reinoud van Châtillon in gevangenschap
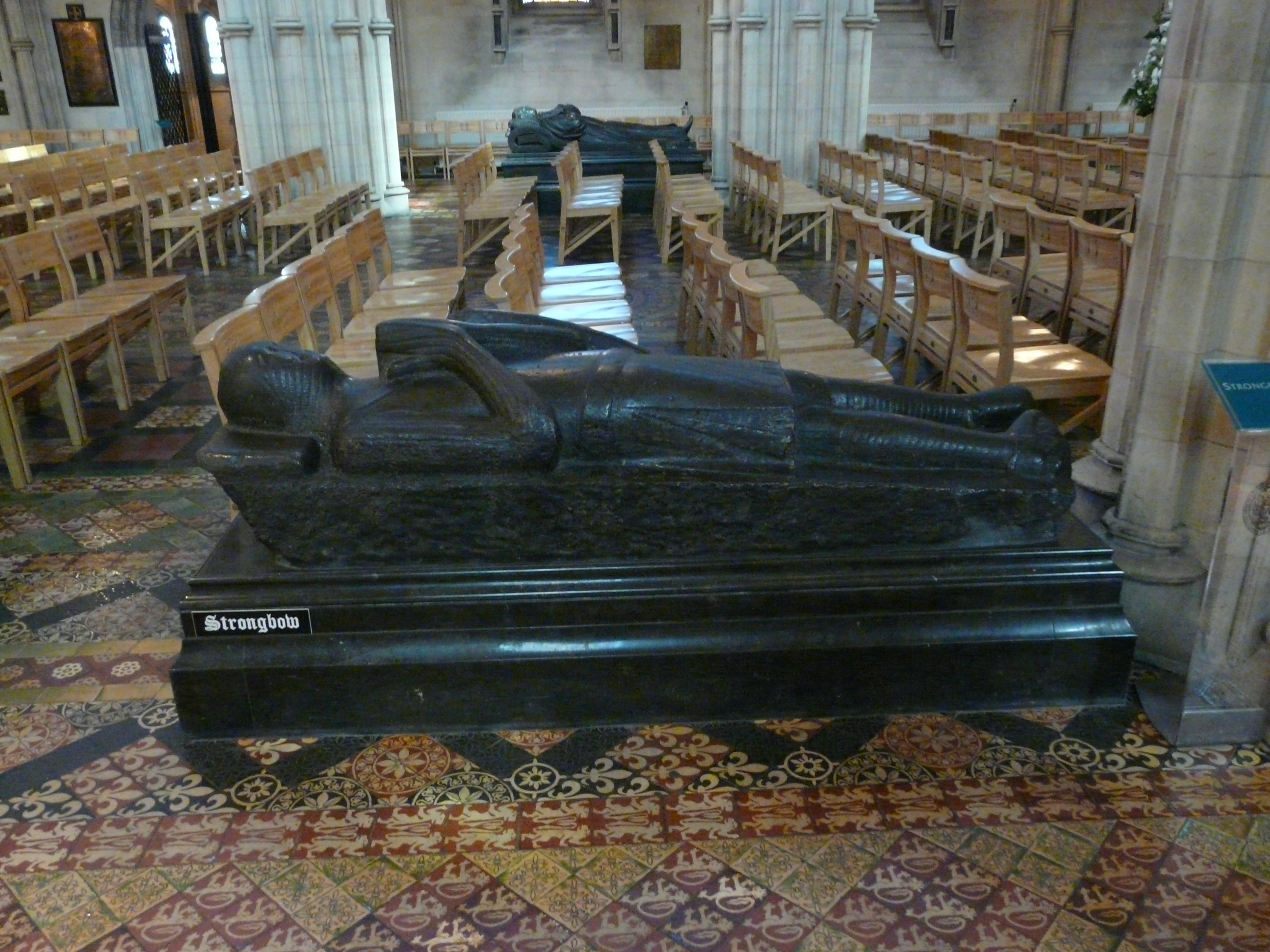
Sarcofaag van Richard 'Strongbow' de Clare

## Geboren
- Diederik I van Houffalize van Gronsveld, Nederlands edelman
- Leopold VI, hertog van Oostenrijk (1198-1230)
- Otto IV, koning en keizer van het Heilige Roomse Rijk (1198-1218) (of 1175)
- Ulrich II, hertog van Karinthië (1181-1202) (jaartal bij benadering)

## Overleden
- 18 januari - Wladislaus II, hertog van Bohemen (1140-1172)
- 20 april - Richard de Clare (~45), graaf van Pembroke en heer van Leinster
- 13 mei - Mattheus I (~65), hertog van Lotharingen
- 16 augustus - Constance Capet (~50), Frans edelvrouw
- 23 augustus - Rokujo (11), keizer van Japan (1165-1168)
- 26 september - Sophia van Rheineck, echtgenote van Dirk VI van Holland
- Clementia van Öhren, Duits kloosterlinge
- Gwijde, graaf van Nevers en Tonnerre
- Herman I, graaf van Weimar-Orlamünde
- Pieter van Vlaanderen, bisschop van Kamerijk
- Willem I, graaf van Gulik